# Geoff Brown
Pour les articles homonymes, voir Brown.
Geoffrey Brown, né le 4 avril 1924 à Murrurundi et mort le 20 juin 2001 à Euroa (en), est un joueur de tennis australien.

## Palmarès (partiel)

### Finales en simple messieurs
| No | Date       | Nom et lieu du tournoi            | Catégorie | Surface      | Vainqueur       | Score                   |          |
| -- | ---------- | --------------------------------- | --------- | ------------ | --------------- | ----------------------- | -------- |
| 1  | 24-06-1946 | The Championships, Wimbledon      | G. Chelem | Gazon (ext.) | Yvon Petra      | 6-2, 6-4, 7-9, 5-7, 6-4 | Parcours |
| 2  | 1950       | British Hard Court, Bournemouth   |           | Terre (ext.) | Jaroslav Drobný | 7-5, 6-0, 6-4           |          |
| 3  | 24-09-1950 | Tournoi de tennis de Paris, Paris |           | Terre (ext.) | Jaroslav Drobný | 1-6, 6-0, 4-6, 6-3, 6-3 |          |

### Finales en double messieurs
| No | Date       | Nom et lieu du tournoi            | Catégorie | Surface      | Vainqueurs                 | Partenaire   | Score                   |          |
| -- | ---------- | --------------------------------- | --------- | ------------ | -------------------------- | ------------ | ----------------------- | -------- |
| 1  | 24-06-1946 | The Championships Wimbledon       | G. Chelem | Gazon (ext.) | Tom Brown Jack Kramer      | Dinny Pails  | 6-4, 6-4, 6-2           | Parcours |
| 2  | 22-01-1949 | Australian Championships Adélaïde | G. Chelem | Gazon (ext.) | Adrian Quist John Bromwich | Bill Sidwell | 1-6, 7-5, 6-2, 6-3      | Parcours |
| 3  | 26-06-1950 | The Championships Wimbledon       | G. Chelem | Gazon (ext.) | John Bromwich Adrian Quist | Bill Sidwell | 7-5, 3-6, 6-3, 3-6, 6-2 | Parcours |

### Finales en double mixte
| No | Date       | Nom et lieu du tournoi      | Catégorie | Surface      | Vainqueurs                  | Partenaire            | Score          |          |
| -- | ---------- | --------------------------- | --------- | ------------ | --------------------------- | --------------------- | -------------- | -------- |
| 1  | 24-06-1946 | The Championships Wimbledon | G. Chelem | Gazon (ext.) | Louise Brough Tom Brown     | Dorothy Bundy         | 6-4, 6-4       | Parcours |
| 2  | 26-06-1950 | The Championships Wimbledon | G. Chelem | Gazon (ext.) | Louise Brough Eric Sturgess | Patricia Canning Todd | 11-9, 1-6, 6-4 | Parcours |

## Parcours en Grand Chelem

### En simple
- Championnats d'Australie : demi-finaliste en 1946, 1948 et 1949
- Wimbledon : finaliste en 1946

### En double
- Championnats d'Australie : finaliste en 1949
- Wimbledon : finaliste en 1946 et 1950

### En double mixte
- Wimbledon : finaliste en 1946 et en 1950